# Cerisier
Pour les articles homonymes, voir Cerisier (homonymie).
Taxons concernés
Parmi le genre Prunus :
- dans le sous-genre CerasusArticles complémentaires
- Cerise
- Catégorie:Cerisemodifier

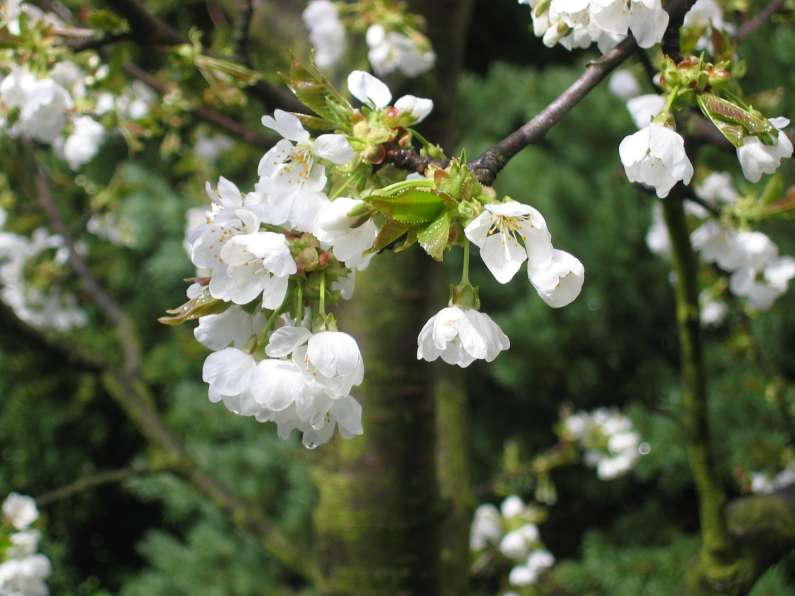
Fleurs de cerisier.

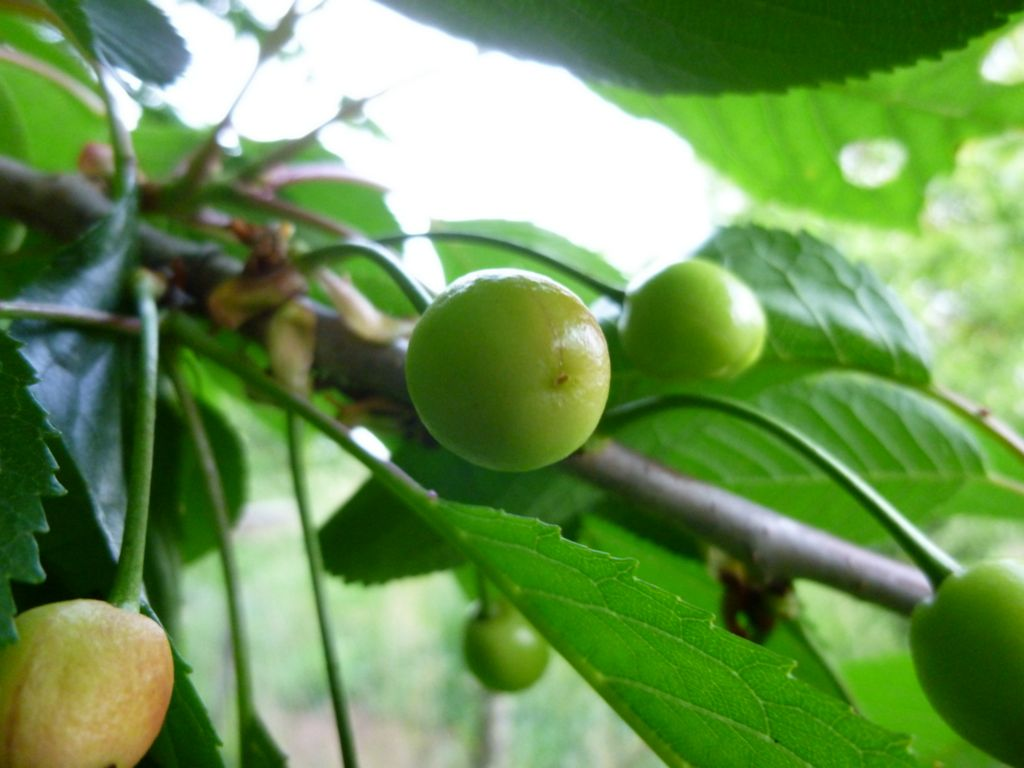
Cerises avant maturation.

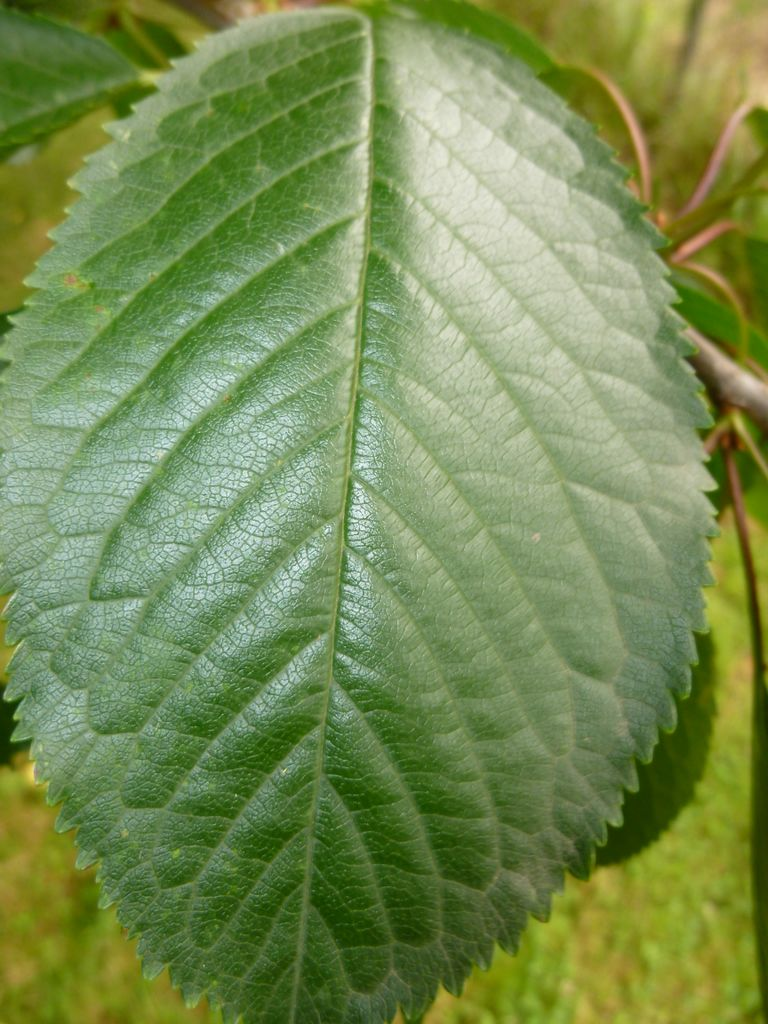
Feuille de cerisier.

Le terme cerisier est un nom vernaculaire générique qui désigne en français plusieurs espèces d'arbres du genre Prunus de la famille des Rosaceae. Ce sont soit des arbres fruitiers donnant des cerises, soit des arbres ornementaux originaires d'Asie de l'Est (Chine, Japon) plantés uniquement pour leurs fleurs et dont les fruits sont insignifiants.
Dans la taxonomie botanique, ils font partie d'un taxon assez vaste, rassemblés dans le sous-genre Cerasus,
- les cerisiers vrais (section Cerasus, ou Eucerasus) : 39 espèces comme Prunus avium (le merisier) ou Prunus cerasus (le griottier), Prunus serrulata cerisier du Japon
- les lauriers-cerises (section Laurocerasus) : 29 espèces comme Prunus padus cerisier à grappes, Prunus serotina le cerisier tardif

Les cerisiers à fruits sont cultivés depuis la plus haute Antiquité, en Europe (en Grèce, Empire romain) et en Anatolie, Caucase et un peu en Chine (pour Prunus pseudocerasus).

## Nomenclature

### Étymologie
Le terme de « cerise » vient du latin vulgaire *cerĕsia, « cerise », neutre pluriel considéré comme fém. sing., du bas latin ceresium, emprunté au grec κεράσιον / kerásion « cerise », lui-même dérivé de κέρασος / kérasos (ou κερασός / kerasós) « cerisier », d'après la ville grecque antique de Kerasos. Le terme « cerisier » dérive par suffixation de -ier* à « cerise ».

### Noms français et noms scientifiques correspondants
Liste alphabétique des noms vulgaires ou des noms vernaculaires attestés en français.

Note : certaines espèces ont plusieurs noms et, les classifications évoluant encore, certains noms scientifiques ont peut-être un autre synonyme valide.
- Cerisier acide ou cerisier aigre - Prunus cerasus L. , 1753 et Prunus cerasus var. acida (Ehrh.) Willd. , 1796[2]
- Cerisier d'automne (au Canada) - voir Cerisier noir[2],[3]
- Cerisier des bois - Prunus avium (L.) L. , 1755[2]
- Cerisier boréal - Prunus padus subsp. borealis Nyman, 1878[2]
- Cerisier des collines - voir Cerisier du Japon[4]
- Cerisier de Corée - Prunus japonica Thunb. , 1784[2]
- Cerisier à fleurs japonais - voir Cerisier du Japon[2]
- Cerisier à grappes - Prunus padus L. , 1753[2],[5]
- Cerisier du Japon - Prunus serrulata Lindl. , 1830[2]
- Cerisier de Mahaleb - voir Cerisier de Sainte Lucie[5]
- Cerisier noir - Prunus serotina Ehrh. , 1788[2]
- Cerisier des oiseaux - voir Cerisier des bois[2],[5]
- Cerisier prostré - Prunus prostrata Labill. , 1791[2]
- Cerisier putiet - voir Cerisier à grappes[2]
- Cerisier de Sainte Lucie - Prunus mahaleb L. , 1753[4],[2],[5]
- Cerisier sauvage - voir Cerisier des bois[2],[5]
- Cerisier tardif - voir Cerisier noir[2]
- Cerisier de Virginie - Prunus virginiana L. , 1753[2]
- Cerisier vrai - sous-genre Cerasus sp. [5]

## Cerisiers à fruits de table

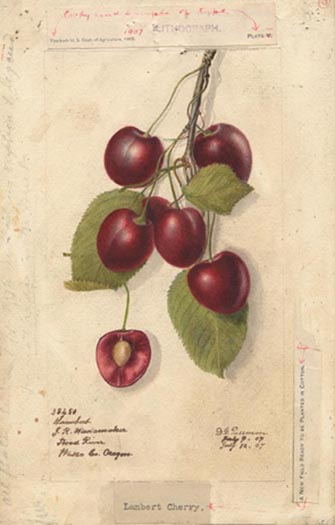
Cerises sur branche.

Les différentes espèces de cerisiers donnent des fruits plus ou moins acides, gros ou sucrés.
Si les cerises sauvages entrent parfois dans la composition de liqueurs, confitures et autres plat locaux, les arboriculteurs ont développé des variétés à plus gros fruits, destinés à être consommés crus ou dans des préparations culinaires variées.
La classification des diverses espèces de cerisiers et de leur origine botanique est un sujet assez débattu. Il semble admis de nos jours que deux espèces botaniques, P. avium et P. cerasus, sont à l'origine de la plupart des espèces et variétés cultivées pour leurs fruits :
- Prunus avium (L.) L., le cerisier des oiseaux, ou merisier, à l'origine des variétés de cerises douces. C'est une espèce diploïde (2n=16), croissant à l'état sauvage en Europe (dont la France), dans le Caucase et en Turquie, Iran, Afghanistan. Ses fruits, nettement plus petits que des cerises cultivées, servent à préparer une eau-de-vie connue sous le nom de kirsch dans l'Est de la France. On distingue les cerises :
  - à chair ferme : bigarreaux
  - à chair molle : guignes

- Prunus cerasus L., le griottier est une espèce tétraploïde (2n=32), à l'origine des variétés de cerises acides. Il serait originaire de la région de la mer Caspienne et de l'Asie Mineure et d'Europe. On distingue les cerises :
  - à jus coloré : griottes, morelles (griotte du Nord...)
  - à jus clair : amarelles (cerise de Montmorency...)

De nombreuses variétés ont été développées à partir de ces deux espèces et sont cultivées pour leurs fruits. Une troisième classe de cerisiers cultivés est issue d'un hybride :
- Prunus ×gondouinii, le cerisier intermédiaire, issu de P. avium et P. cerasus a donné des variétés à fruits. Elles sont cultivées mais à moins grande échelle que leurs parents[7]. Cette espèce a reçu divers noms comme Prunus acida Dum, Cerasus regalis, P. avium ssp. regalis mais le nom le plus utilisé est Prunus ×gondouinii Rehd. C'est une espèce allotétraploïde (AAAF) qui a donné de nombreux cultivars (Cerise Impératrice Eugénie, Gros guin noir de Gironde, Maynard) divisés en fonction du fruit :
  - à jus coloré : cerises anglaises (duke cherries)
  - à jus clair : cerises royales

En Chine, le Prunus pseudocerasus, (yingtao 樱桃) le cerisier chinois, est cultivé pour ses fruits dans l'Est et le Nord de la Chine, depuis des siècles. Il donne des cerises acidulées.
L’Amérique du Nord a donné le cerisier de Virginie (Prunus virginiana) qui est largement utilisé comme porte-greffe. Il existe de par le monde d'autres espèces donnant des fruits comestibles qui sont consommés localement.

### Variétés cultivées pour leurs fruits

#### Variétés dePrunus avium

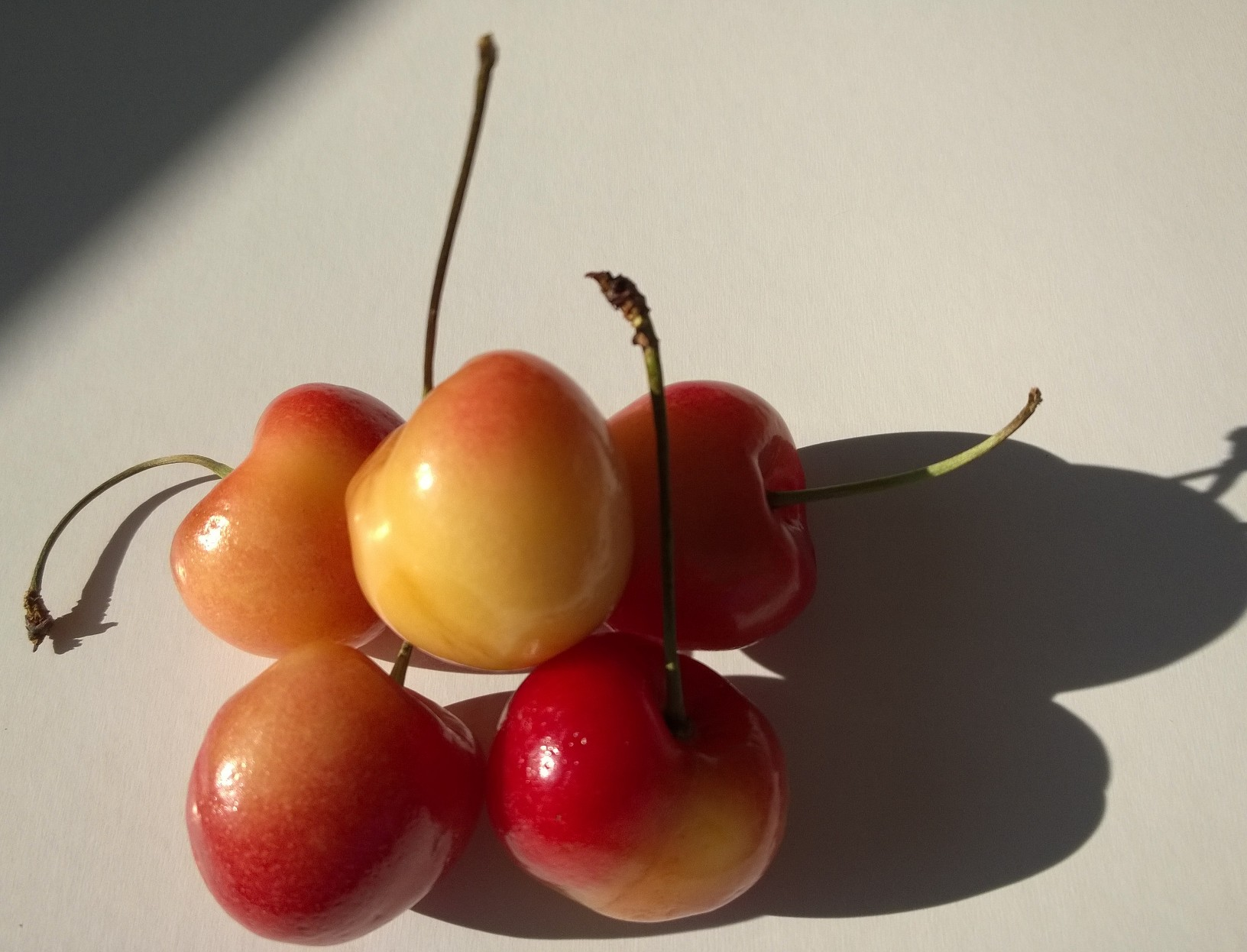
Cerises Rainier.

La plupart des cultivars sont auto-incompatibles et réclament une pollinisation croisée pour être productifs.
- Bigarreaux : gros fruits à la chair ferme, sucrés 
  - Burlat
  - Cœur de pigeon ou gros Cœurlet
  - Esperen
  - Summit
  - Napoléon (variété à chair blanche)
  - Rainier (variété à chair blanche)
  - Van
  - Stark Hardy Giant
  - Reverchon
  - Hedelfingen
- Guigniers : chair tendre, légèrement acidulée
  - Guigne de mai ou précoce de la Marche
  - Noire à gros fruits
  - Noire de Montreux
  - Précoce de Rivers
  - Rouge des Vosges

#### Variétés dePrunus cerasus
Ce sont des arbres plus petits que les variétés de P. avium, donnant des fruits rouges brillants. Ils sont en général auto-compatibles et s'hybrident entre eux.
- fruits à jus clair
  - Cerisier de Montmorency
  - Belle de Bavay
  - Belle Magnifique
- fruits acides, à jus coloré
  - Griotte de Champagne
  - Griotte du Nord

### Culture des cerisiers à fruits

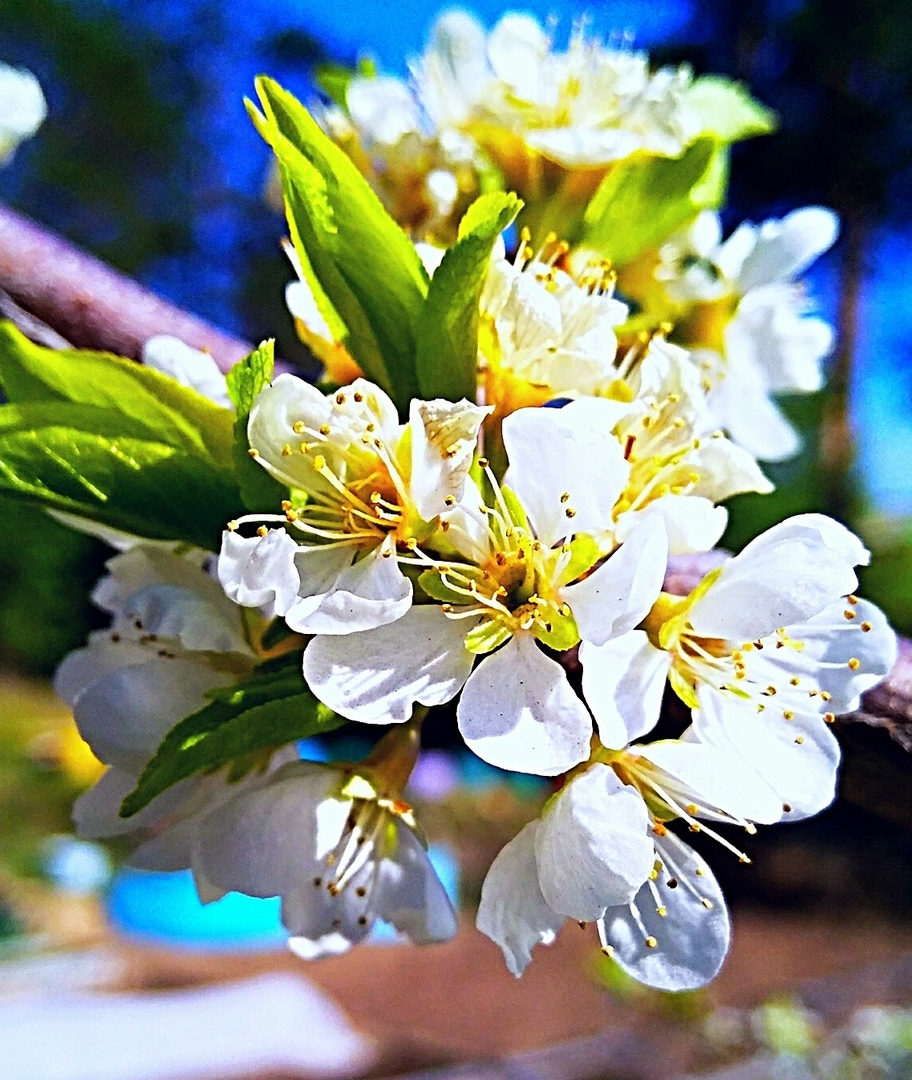
Fleur de cerisier en Sibérie orientale.

La culture des cerisiers est très étroitement liée au terroir (sol, climat) et au type de porte-greffe utilisé.
- semis de merisier et de cerisier Sainte-Lucie pour obtenir des porte-greffes.
- greffage (de préférence en fente vers la mi-septembre). Les porte-greffes utilisés sont le merisier sauvage pour les variétés à grande végétation, guignes et bigarreaux, et le Cerisier de Sainte Lucie pour les griottes et les cerises.
- formes : plein vent ou palmettes à la diable.
- taille : pas ou peu, suffisamment pour éliminer le bois mort. Lorsqu'on doit absolument tailler (pour l'émondage des merisiers de forêt par exemple), il est conseillé de le faire en plein mois d'août, période où il y a une descente de sève. Même si on est amené à couper d'assez grosses branches, l'expérience prouve que la cicatrisation se fait mieux en été bien qu'il puisse sembler aberrant de couper des branches pleines de feuilles.

Il faut généralement compter quarante-cinq jours entre la floraison et la maturation des fruits.

### Autres modes de consommation
Les feuilles et les fleurs de cerisiers sont parfois consommées dans des préparations et infusions, notamment au Japon.

## Cerisiers ornementaux

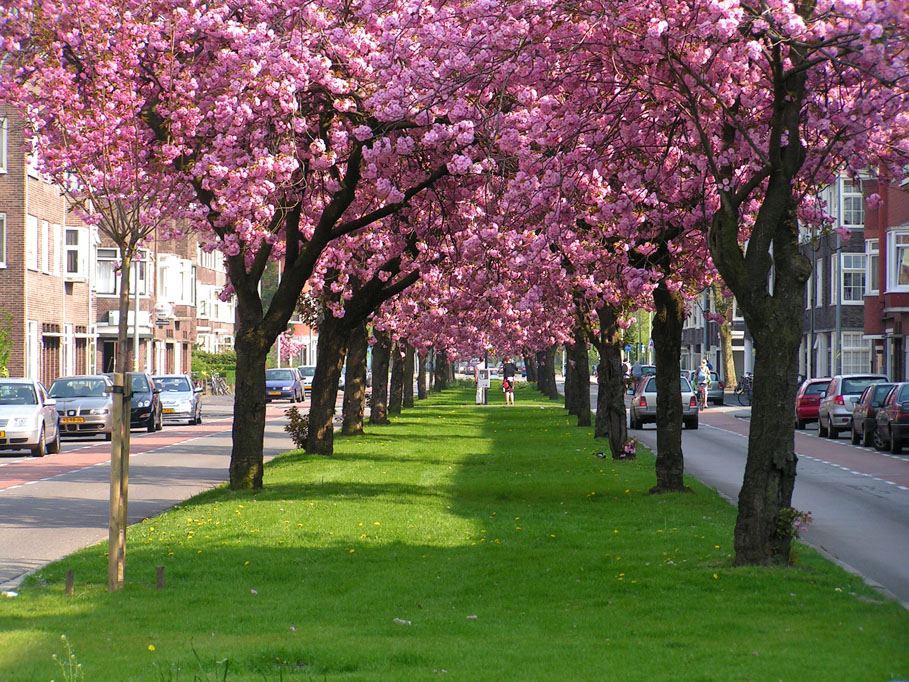
Cerisier du Japon à Groningue, aux Pays-Bas.

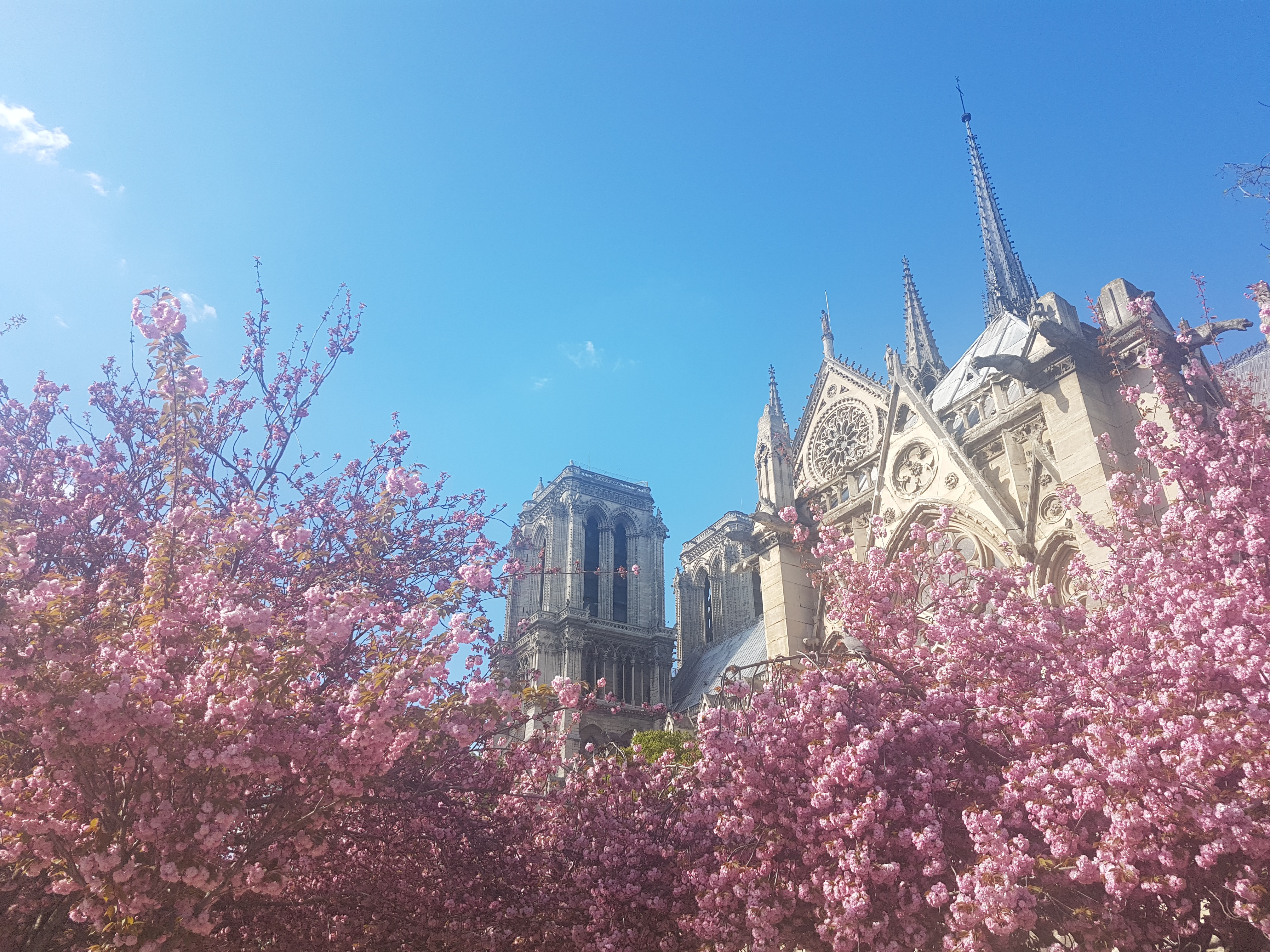
Cerisiers en floraison à Paris.

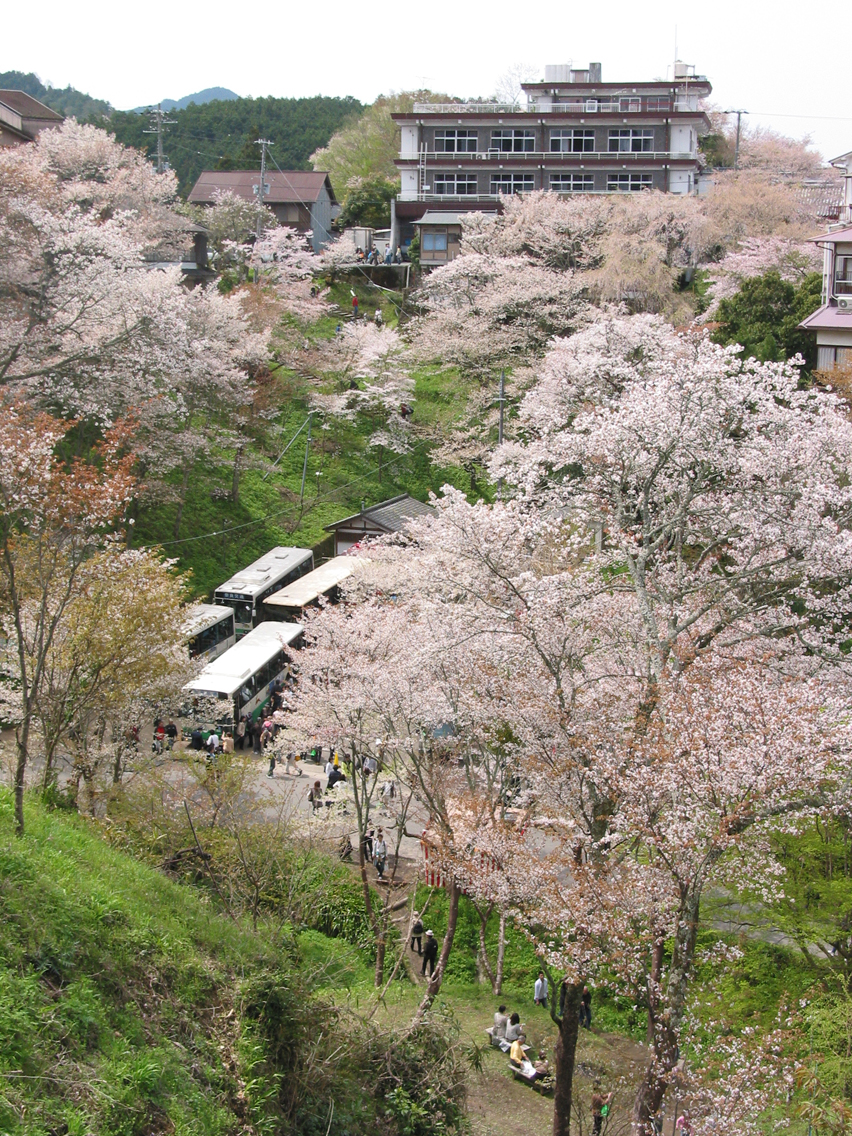
Cerisiers en fleurs à Yoshinoyama, au Japon.

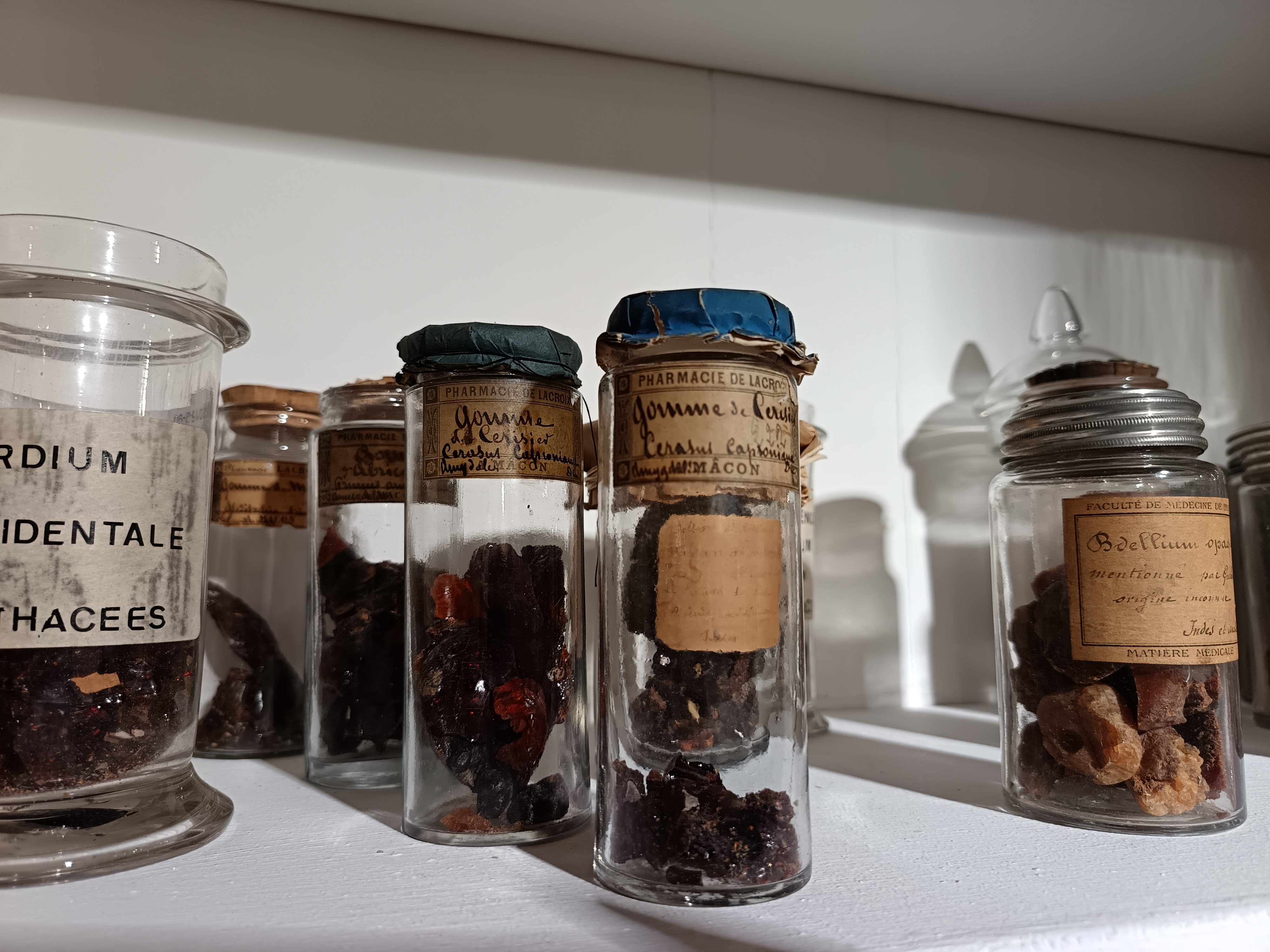
Gomme de cerisier.

Au Japon, le cerisier est surtout planté pour ses qualités ornementales. Son nom est sakura (ou zakura), et sa floraison est guettée dans de nombreuses régions. Les cerisiers du docteur Takashi Nagai sont célèbres à Nagasaki.

### Maladies
| Maladie                          | Symptômes | Origine                                                                 | Traitement |
| -------------------------------- | --- | ----------------------------------------------------------------------- | --- |
| Pseudomonas syringae             | Noircissement (moisissure), craquellement de l'écorce, puis dépérissement de l'arbre. - début de la maladie. - arbres morts.                                                                                              | Attaque de bactérie sur arbre déjà fragile.                             | Peu. |
| Gommose                          | Écoulement anormal de gomme (sève) entraînant quelques éclatements d'écorce. | Attaque d'une plaie par un champignon.                                  | Traitement préventif par désinfection et protection des plaies. Sinon : traitements incertains. Voir Gommose. |
| Moniliose (Monilia laxa)         | Les fruits brunissent, puis pourrissent sur l'arbre. De petites taches blanches signalent le champignon. | Attaque d'un champignon sur les fruits (uniquement)                     | Pulvérisation d'eau de chaux ou de bouillie bordelaise                                                        |
| Anthracnose                      | Dessèchement des feuilles. |                                                                         | |
| Tavelure                         | Feuilles avec taches brunes, Pareil pour les fruits | Attaque d'un champignon sur les feuilles et fruits                      | Pulvérisation de bouillie bordelaise.                                                                         |
| Pourridié                        | Dépérissement de l'arbre et chute des feuilles, des champignons comestibles au pied de l'arbre en automne. | Attaque de champignon sur les racines, destruction des racines.         | [?] |
| Cloque du pêcher                 | Gonflement des feuilles, qui se cloquent, s'enroulent, deviennent cassantes et de couleur jaunâtre à rose-rouge, puis se dessèchent et tombent.                                                                           | Attaque d'un champignon demeurant sur l'écorce, s'attaque aux feuilles. | Pulvérisation de bouillie bordelaise en début et fin d'hiver.                                                 |
| Coryneum (Criblure des feuilles) | Petites pointes rouges-violacées, puis trous (maladie criblée). Dessèchement des branches, roussissement du feuillage, apparition de pustules noires, puis écoulement de résine, ensuite les rameaux et branches meurent. |                                                                         | Pulvérisation de bouillie bordelaise en début et fin d'hiver.                                                 |

Résistances naturelles
Le cerisier ne craint pas l'oïdium.

### Ravageurs
- Drosophila suzukii, une mouche des fruits dont la cerise
- Eriogaster lanestris, la laineuse du cerisier[4]
- Lomographa semiclarata, l'arpenteuse du cerisier[4]
- Rhagoletis cerasi, la mouche de la cerise,
- Myzus cerasi, le puceron noir du cerisier,
- Rhopalosiphum padi, le puceron du merisier à grappes,
- Argyresthia pruniella, la teigne des fleurs de cerisier,
- Contariania virginianae, la cécidomyie du cerisier.
- Coleophora pruniella, le porte-case du cerisier[4]
- Sphinx drupiferarum, le sphinx du cerisier[4]
- Archips cerasivorana, la tordeuse du cerisier[4]
- etc.

## Symbolique
Dans le langage des fleurs, le cerisier symbolise la bonne éducation.